# Reithrodon
Reithrodon és un gènere de rosegadors de la família dels cricètids. Les dues espècies d'aquest grup són oriündes de Sud-amèrica (Argentina, Brasil, Uruguai i Xile). Tenen una llargada de cap a gropa de 13–20 cm, una cua relativament curta de 9–11 cm i un pes de 80–100 g. Se n'han trobat restes fòssils a l'Argentina.